# Veneț, Stara Zagora
Veneț (în bulgară Венец) este un sat în comuna Opan, regiunea Stara Zagora,  Bulgaria. 

## Demografie
Componența etnică a satului Veneț
     Bulgari (79,41%)
     Romi (17,64%)
     Nicio identificare (2,94%)
     Altele (0%)
La recensământul din 2011, populația satului Veneț era de 102 locuitori. Din punct de vedere etnic, majoritatea locuitorilor (79,41%) erau bulgari, cu o minoritate de romi (17,64%). Pentru 2,94% din locuitori nu este cunoscută apartenența etnică.